# FN PS90
FN PS90は、ベルギーのFN社が開発したライフルであり、同社製のPDW（個人防衛火器）であるFN P90の民間向けカービンモデルである。

## 概要
携行性や取り回しの容易さ、防弾ベストに対する貫通力に優れる弾薬を扱える点などから、犯罪者やテロリストなどに使用されないよう軍隊や法執行機関以外に販売されていなかったFN P90を、民間向けに販売できるよう開発された。2005年にラスベガスで行われたショットショーで発表され、同社の新型アサルトライフルであるF2000と同時にリリースされた。

## P90からの変更点
フルオート連射機能が除去されており、貫通力を低下させた弾薬のみが流通するほか、法律に適合するよう銃身が延長され、結果的に命中精度が向上している。
オリーブ調の緑色または黒色の合成樹脂製フレームを選べるようになっている。社外部品として、外観をFN P90に似せるための銃身に被せるサプレッサー状のカバーや、ダミーのフルオート射撃表記があるセレクター・スイッチが販売されている。

## バリエーション
現在標準モデルのほか、PS90TR、PS90USGの3種類がラインナップされている。
PS90TRは、標準モデルに赤外線レーザー照準器、フラッシュライトなどが装着できるようマウントレールを追加したもの。
PS90USGは、光ファイバーを用いて日光を集光する内蔵照準装置（ダットサイト）を、発光型に交換したもの。